# Qondayel
Qondayel qu’on appelle aussi Loqma en arabe (قندايل أو لقمة) en français (Beignet au miel) Il s'agit d'une gourmandise algérienne constituée de beignets qui sont dorés et agréablement croustillants à l'extérieur, tout en étant moelleux à l'intérieur, et qui sont généreusement enrobés de sirop ou de miel.

## Description
Il s'agit d'une friandise traditionnel algérien appelé Qondayel ou Loqma est en arabe قندايل أو لقمة désigne littéralement une bouchée de petits beignets confectionnés à partir d'une pâte composée de farine, d'eau ou de lait, d'huile, de sel et d'œufs. Une fois les ingrédients mélangés, la pâte doit avoir une consistance molle et fluide, ni liquide ni trop ferme, mais collante. Pour les cuire, on utilise par exemple une cuillère pour former de petites boules bien rondes, qui sont ensuite plongées dans une friture modérément chaude. Leur cuisson est lente, ce qui les rend croustillants à l'extérieur et tendres à l'intérieur. Ces petites boules doivent bien gonfler dans la friture et se retourner d'elles-mêmes. Lorsqu'elles ne se retournent plus et qu'elles ont une belle couleur uniforme, cela signifie qu'elles sont cuites. Ensuite, on les enrobe dans du miel auquel on ajoute de l'eau de fleur d'oranger. Les Qondayels sont très populaires dans tout le pays, surtout pendant les soirées du Ramadan.

## Origine étymologie
D'après l'étymologie de la langue algéroise Qondayel ou Loqma signifie littéralement une bouchée. Loqma, son diminutif, "lqima", traduit demi-bouchée, est un terme typiquement algérois. Qondayel est parmi les grands classiques des friandises locales, une gourmandise à la fois simple et savoureuse, qui plonge ses racines dans l'histoire ancienne de la Casbah d'Alger.
Il y a une variante de Lokma ou luqmat al-qādi (لقمة القاضي)  d'origine turque, cependant, elle diffère en termes de recette et d'ingrédients par rapport à celle appréciée à Qondayel.